# Hypomnema
 (octobre 2023).
Hypomnema (du grec ὑπόμνημα, au pluriel ὑπομνήματα, hypomnêmata), également orthographié hupomnema, est un mot grec qui peut se traduire par un rappel, une note, un dossier public, un commentaire, un registre, un brouillon, une copie et d'autres variantes de ces termes.
Platon a reconnu avec sa théorie de l'anamnèse le nouveau statut de l'écriture en tant que dispositif de mémoire artificielle. Il a développé les principes hypomnésiques que ses étudiants devaient suivre à l'Académie. Selon Michel Foucault, « Les hupomnêmata  pouvaient être des livres de compte, des registres publics, des carnets individuels servant d'aide-mémoire. [...] Ils constituaient une mémoire matérielle des choses lues, entendues ou pensées ; ils les offraient ainsi comme un trésor accumulé à la relecture et à la méditation ultérieures. Ils formaient aussi une matière première pour la rédaction de traités plus systématiques, dans lesquels on donnait les arguments et moyens pour lutter contre tel défaut (comme la colère, l'envie, le bavardage, la flatterie) ou pour surmonter telle circonstance difficile (un deuil, un exil, la ruine, la disgrâce).»

## Usage moderne
Concernant la discipline de la connaissance de soi de Sénèque et d'Épictète, Michel Foucault déclare dans une leçon inaugurale au Collège de France : « L'écriture est un élément d'exercice [...]. On écrit à la suite de la lecture pour pouvoir relire, relire à soi-même et ainsi s'incorporer le discours vrai que l'on a entendu de la bouche d'un autre ou que l'on a lu sous le nom d'un autre. [...] ces notes que l'on doit prendre sur les lectures, ou que l'on doit prendre sur les conversations qu'on a eues, ou sur les cours qu'on a entendus, s'appellent précisément en grec des hupomnêmata. C'est-à-dire des supports de souvenirs. Ce sont des notations de souvenirs avec quoi précisément on va pouvoir, grâce à la lecture ou à des exercices de mémoire, se remémorer ces choses dites. ».
Dans un entretien en anglais rapporté dans The Foucault Reader par Paul Rabinow, il précise : « Aussi personnels soient-ils, les hypomnemata ne doivent néanmoins pas être pris pour des journaux intimes ou pour ces récits d'expériences spirituelles (tentations, luttes, chutes et victoires) que l'on retrouve dans la littérature chrétienne ultérieure. [...] Leur objectif n'est pas de mettre en lumière les arcanes de la conscience, dont la confession, qu'elle soit orale ou écrite, a une valeur purificatrice. »

## Voir également
- Commentaires, Commentarii
- Memex
- Mnémonique